# ベルメホ川

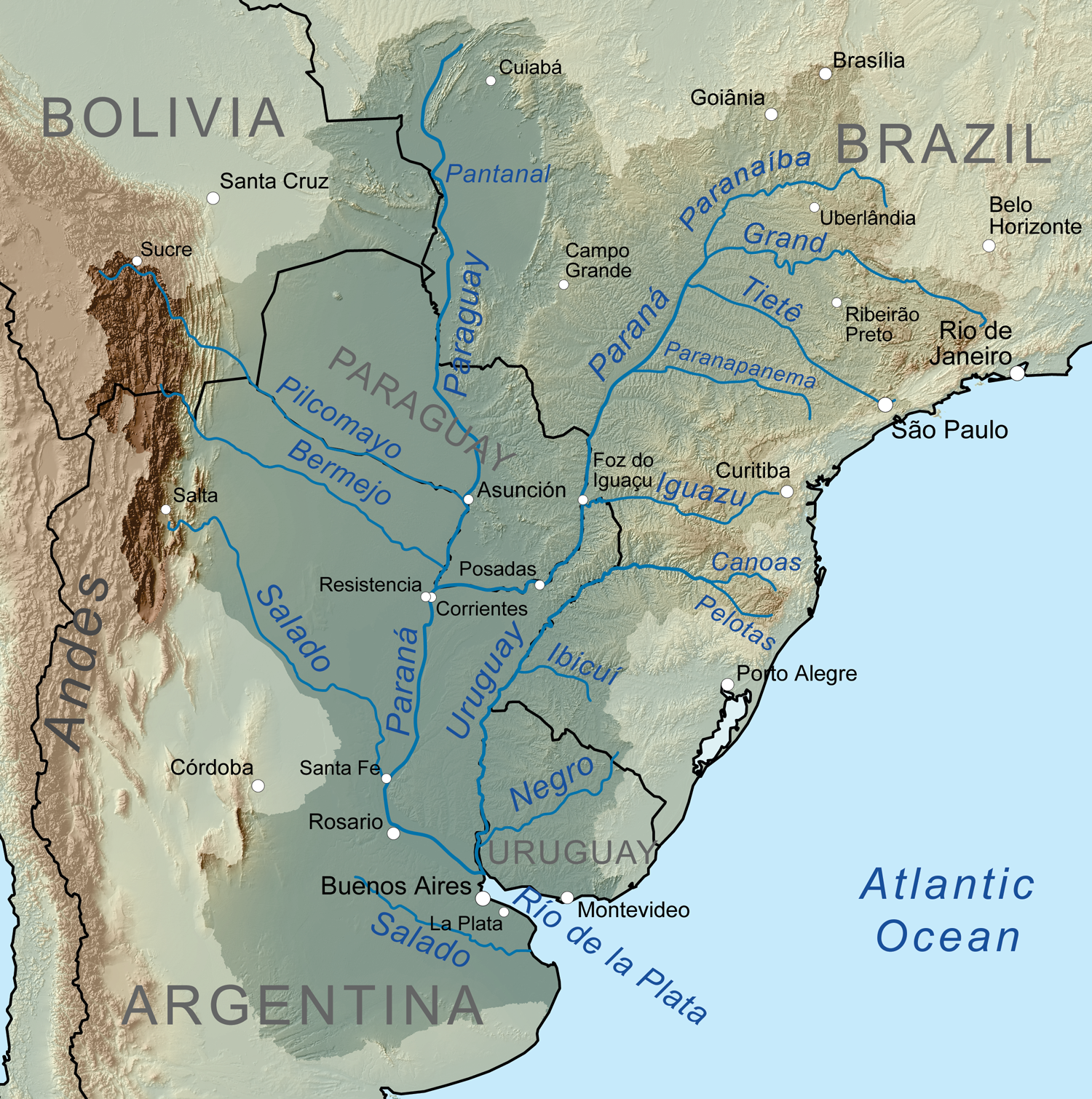
ラプラタ川水系の地図

ベルメホ川（ベルメホがわ、スペイン語: Río Bermejo, 英語: Bermejo River）は、ボリビアとアルゼンチンを流れる国際河川。パラグアイ川に合流する。名称は「朱色の川」の意味。
それぞれの流域で異なる名称を持つが、一般にベルメホ川と呼ばれる。先住民は独自の名前で呼んでおり、ウィチ族は「Teuco」、グアラニー族は「Ypitá」と呼んでいる。ベルメホ川の全長は1450kmであり、流域面積は123,000km2（47,000mil2）である。年間の流量は不規則であり、20m3/秒から14000m3/秒の間で変化する。

## 流路
川の源はサンタ・ビクトリア山の山麓、ボリビアのチャグアージャから数km南東にあるタリーハ近くの南緯22度00分14秒 西経64度57分30秒 / 南緯22.00389度 西経64.95833度地点であり、この地点はアルゼンチンのフフイ州・ラ・クイアカからも遠くない。大まかには北西から南東に流れる。その最上流部での最大の支流はリペオ川であり、さらに下部の支流にはグランデ・デ・タリーハ、イルージャ川、サン・フランシスコ川がある。川の一部はボリビアとアルゼンチンの国境を形成している。
ベルメホ川は航行できない。19世紀後半には何度も商業航行路の開通が試みられたが、主に膨大な量の堆積物が作る浅瀬の存在によって、すべて失敗に終わった。南回帰線の近く、グラン・チャコ平原では湿地を形成し、川はふたつの流れに分かれる。南側の小規模な流れはベルメヒート川と呼ばれる断続的な流れであり、古ベルメホ川の河床である。北側の流れが現在のベルメホ川の本流であり、テウコ川、新ベルメホ川、または単にベルメホ川と呼ばれる。ふたつの流れはビジャ・リオ・ベルメヒート近くの南緯25度39分 西経60度11分 / 南緯25.650度 西経60.183度,で合流し、ベルメホ川の下流を形作る。サルタ州を離れると、テウコ川はチャコ州とフォルモサ州の境界を形成する。ベルメヒート川は断続的かつ蛇行している。その流路はエル・インペネトラブレ・ジャングル近くでチャコ州を横断し、河岸にはまだコンセプシオン・デル・ベルメホ、サン・ベルナルド・デ・ベルティス(南緯25度8分 西経61度8分 / 南緯25.133度 西経61.133度)、ラ・カンガジェ(南緯25度36分 西経60度19分 / 南緯25.600度 西経60.317度)の遺跡を見ることができる。ベルメホ川は最終的にパラグアイのピラールの前でパラグアイ川と合流する。ベルメホ川は赤色の堆積物を運び、その流路を変えることさえできる不規則な堆積物の蓄積を行ない、古い流路を湿性堆積地として残す。

## 同一名称の河川
- デサグアデーロ川 - アルゼンチンのサン・ルイス州とラ・パンパ州を流れるコロラド川最大の支流。上流部はベルメホ川と呼ばれることがある。
- ベルメホ川 (サンタ・クルス県) – ボリビアのサンタ・クルス・デ・ラ・シエラ近くを流れる川。全長22km。

## ギャラリー

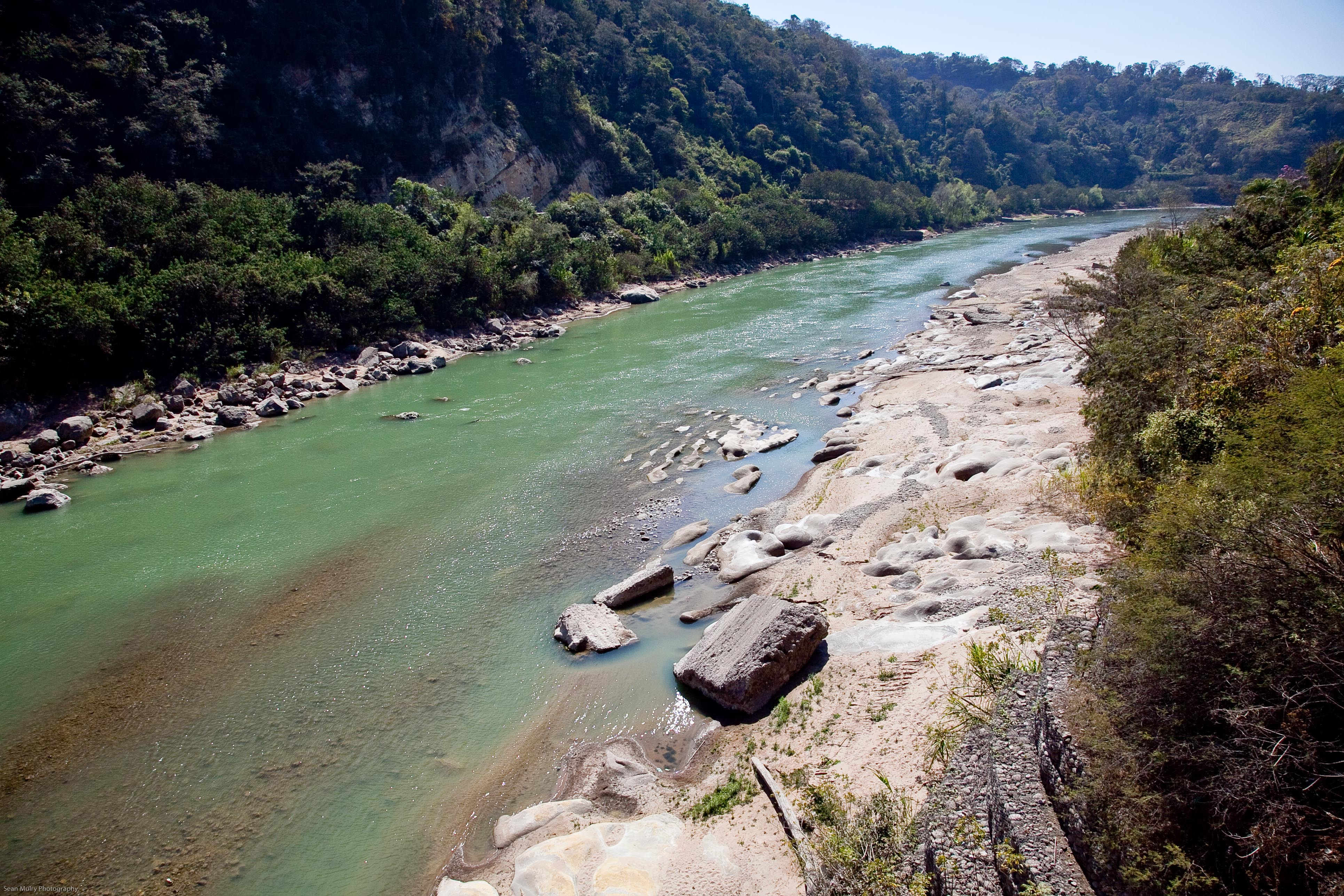
ボリビア-アルゼンチン国境部
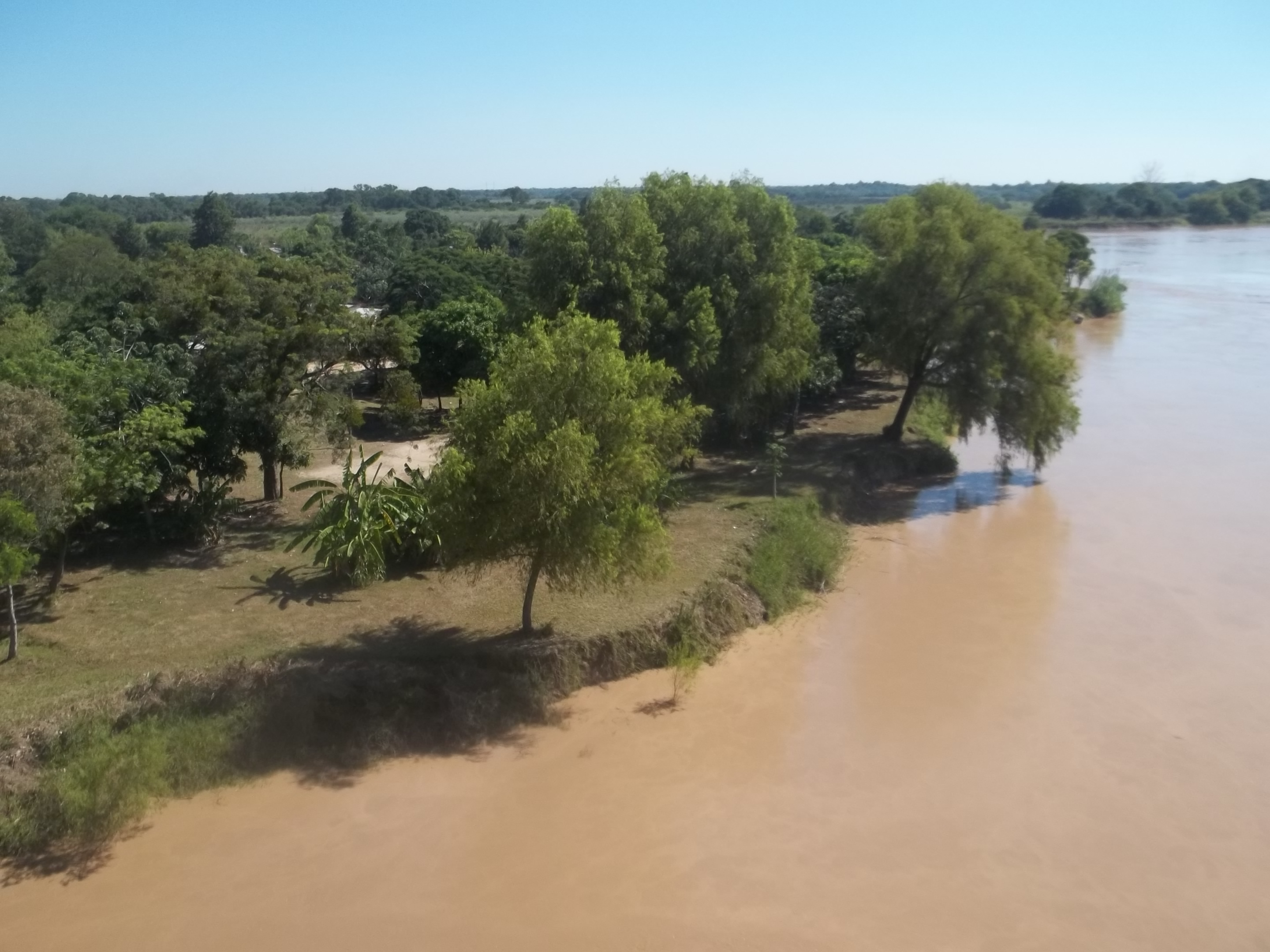
チャコ州のプエルト・エバ・ペロン付近
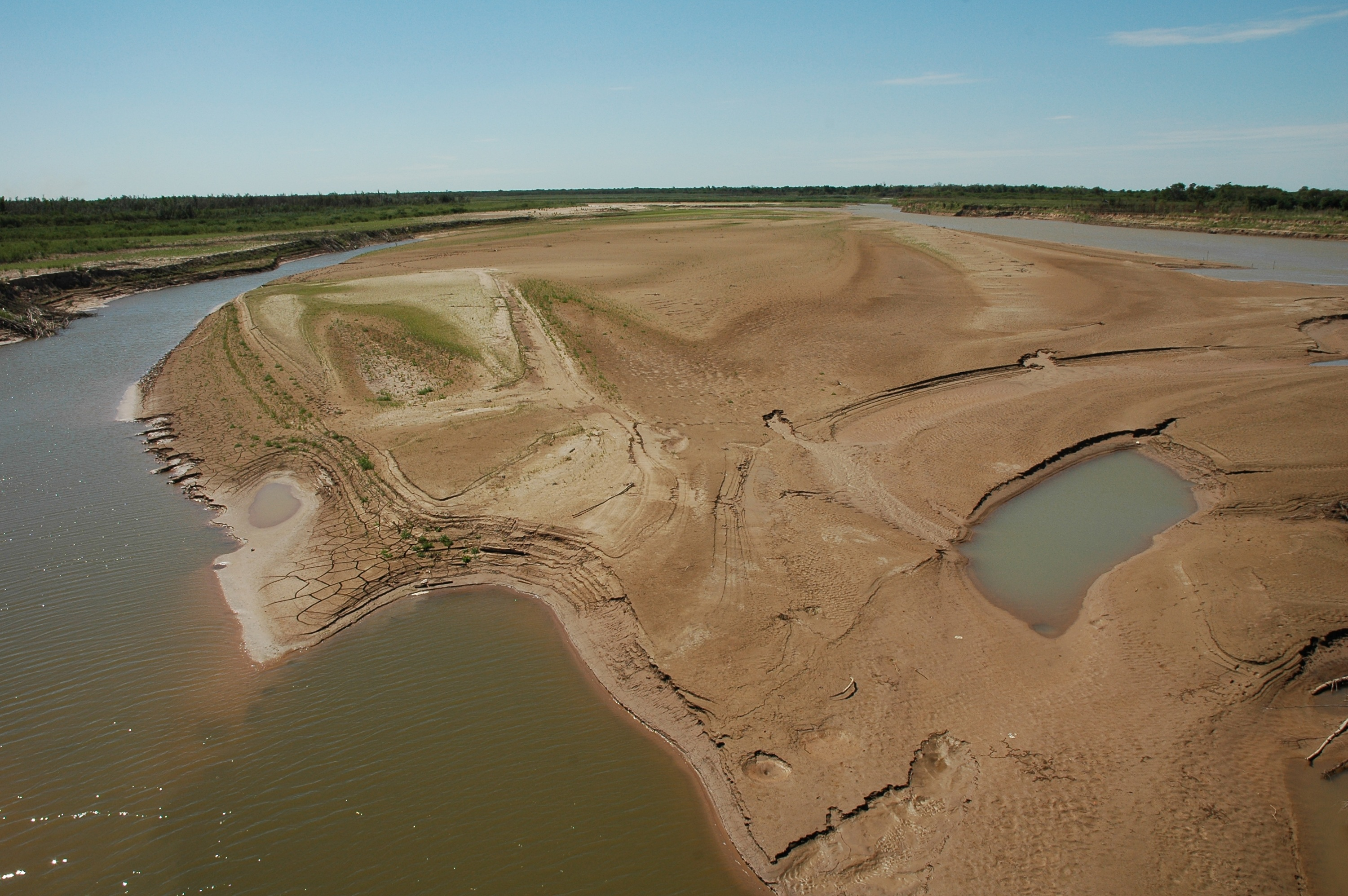
プエンテ・ラバージェ上流から見たベルメホ川
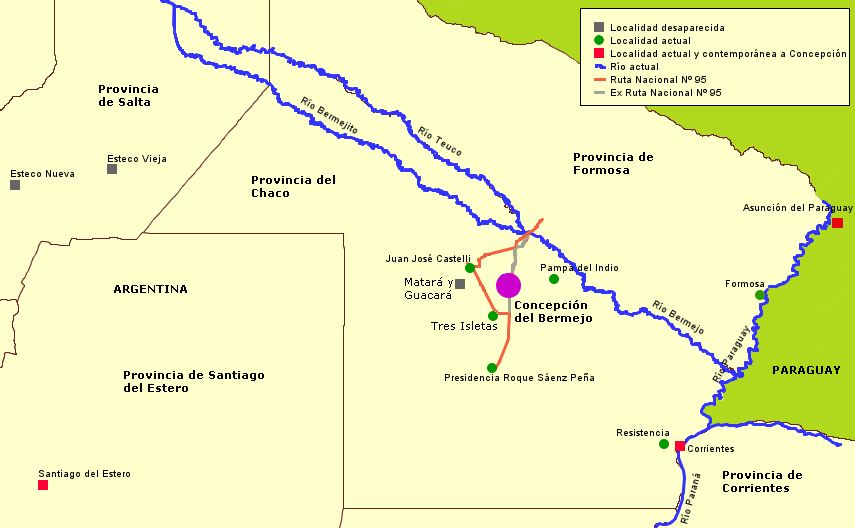
ベルメホ川流域図